# You Know My Name (Look Up the Number)
«You Know My Name (Look Up the Number)» (с англ. — «Ты знаешь моё имя (посмотри номер [телефона])») — песня группы The Beatles, первоначально выпущенная на стороне «Б» сингла «Let It Be» 6 марта 1970. Хотя песня вышла на последнем (в Великобритании) сингле группы (в США — предпоследнем), она была записана в 1967 и 1969 годах на четырёх сессиях звукозаписи, три из которых состоялись в мае и июне 1967 и одна — в 1969 году.

## Запись песни
Все четверо участников The Beatles принимали участие в первых трёх сессиях звукозаписи песни — 17 мая, 7 и 8 июня 1967 года. Партия саксофона была записана 8 июня; на саксофоне играл Брайан Джонс, гитарист The Rolling Stones.
Песня оставалась неизданной (и дальнейшая работа над ней не велась) до 30 апреля 1969, когда Леннон и Маккартни записали все вокальные партии и добавили звуковые эффекты при помощи Мэла Эванса. Джордж Харрисон и Ринго Старр не принимали участие в этой последней сессии звукозаписи. Ник Уэбб (англ. Nick Webb), исполнявший на этой сессии звукозаписи обязанности второго звукоинженера, рассказывал: «Джон и Пол не всегда ладили между собой в то время, но для записи этой песни они вошли в студию вместе и вместе пели в один микрофон. Помнится, я подумал: „Что вообще они хотят сделать с этой старой четырёхдорожечной записью, где записана причудливая песенка с забавным битом?“ Но было весело делать этот трек.»
Несмотря на веселье, с которым записывалась песня, она не была выпущена до следующего альбома Magical Mystery Tour 1967 года и Let it Be 1970 года. Удлинённая версия песни доступна на сборнике Anthology 2.

## Состав участников записи
- Джон Леннон — ведущий вокал, гитара, маракасы, звуковые эффекты
- Пол Маккартни — ведущий вокал, фортепиано, бас-гитара, хлопки в ладоши, звуковые эффекты
- Джордж Харрисон — бэк-вокал, соло-гитара, вибрафон
- Ринго Старр — вокал, барабаны, бонги
- Брайан Джонс — саксофон
- Мэл Эванс — звуковые эффекты

информация приведена по Иэну Макдональду и Марку Льюисону.